# Phân họ Anh thảo
Phân họ Anh thảo hay phân họ Báo xuân (danh pháp khoa học: Primuloideae) là một phân họ lớn trong họ Anh thảo (Primulaceae) nghĩa rộng của bộ Thạch nam (Ericales). Phân họ này có khoảng 9 chi và khoảng 900 loài, chủ yếu tập trung ở Bắc bán cầu. Hệ thống APG II năm 2003 lại coi phân họ này như là một họ có danh pháp Primulaceae nhưng hiểu theo nghĩa hẹp.

## Phân loại
Các chi hiện được công nhận thuộc phân họ này.
- Androsace (bao gồm cả Douglasia, Vitaliana)
- Bryocarpum - báo xuân quả dài
- Hottonia- tuyết hoa thảo
- Kaufmannia
- Omphalogramma
- Pomatosace - điểm địa mai lá lông chim
- Primula (bao gồm cả Cortusa, Dionysia, Dodecatheon) 490-600 loài anh thảo, báo xuân, giả báo xuân, sao băng, cây mười hai hoa. Ba chi Cortusa, Dionysia, Dodecatheon có thể tách riêng.
- Soldanella – chuông tuyết

### Các chi bị loại
Các chi liệt kê dưới đây theo truyền thống thuộc họ Primulaceae nghĩa hẹp, nhưng đã được chuyển sang họ Myrsinaceae (nay là phân họ Myrsinoideae) theo các dữ liệu thu được từ phân tích của Källersjö và ctv. (2000).
- Anagallis – phiền lộ đỏ, lưu ly phồn lũ. Theo truyền thống thuộc họ Primulaceae nghĩa hẹp.
- Ardisiandra
- Asterolinon
- Coris
- Cyclamen - tiên khách lai
- Glaux – hải nhũ thảo, cỏ vú biển
- Lysimachia: 150 loài trân châu, trân châu vàng, phiền lộ vàng, trân châu thái.
- Pelletiera
- Trientalis – sen bảy cánh hoa, thất biện liên.